# Petr Sýkora (fotbalista)
Petr Sýkora (* 13. ledna 1953) je bývalý český fotbalista, útočník.

## Fotbalová kariéra
V československé lize hrál za LIAZ Jablonec a Slavia Praha. Nastoupil ve 20 ligových utkáních a dal 3 ligové góly. V nižších soutěžích hrál i za AŠ Mladá Boleslav a SONP Kladno.

## Ligová bilance
| Ročník                                   | Zápasy | Góly | Klub          |
| ---------------------------------------- | ------ | ---- | ------------- |
| 1. československá fotbalová liga 1975/76 | 6      | 1    | LIAZ Jablonec |
| 1. československá fotbalová liga 1977/78 | 8      | 2    | Slavia Praha  |
| 1. československá fotbalová liga 1978/79 | 6      | 0    | Slavia Praha  |
| Česká národní fotbalová liga 1978/79     | -      | -    | SONP Kladno   |
| CELKEM 1. liga                           | 20     | 3    |               |